# Нейзильбер

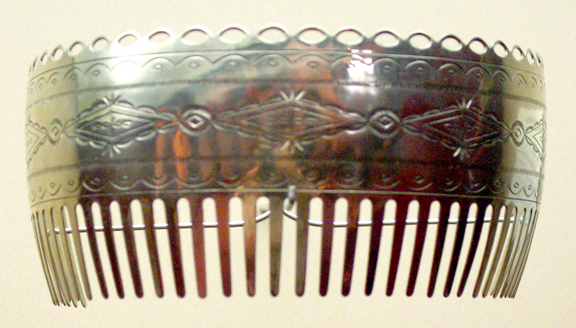
Гребінь для волосся. Виготовив з нейзильберу Брюс Цезар (народність пауні), штат Оклахома, 1984

Нейзи́льбер (від нім. Neusilber — «нове срібло») — сплав міді з 5—35 % нікелю і 13—45 % цинку. Інші назви цього сплаву або окремих його різновидів: нікелеве срібло (Nickel silver), німецьке срібло (German silver), нове срібло (New silver), віреніум (Virenium).

## Властивості та використання
Характеризується корозійною стійкістю, підвищеною міцністю і пружністю після деформації, задовільною пластичністю в гарячому й холодному стані. Застосовується в промисловості для виготовлення деталей точних приладів, медичних інструментів, парової і водяної арматури, а також ювелірних виробів, нагород і монет (останнім часом частіше використовують саме нейзильбер, хоча традиційно при цьому його називають мельхіор, — він колись широко застосовувався у цій якості).
Столові прилади з нейзильберу обов'язково посріблюють — інакше у їжі відчувається металічний присмак.